# Rangi und Papa

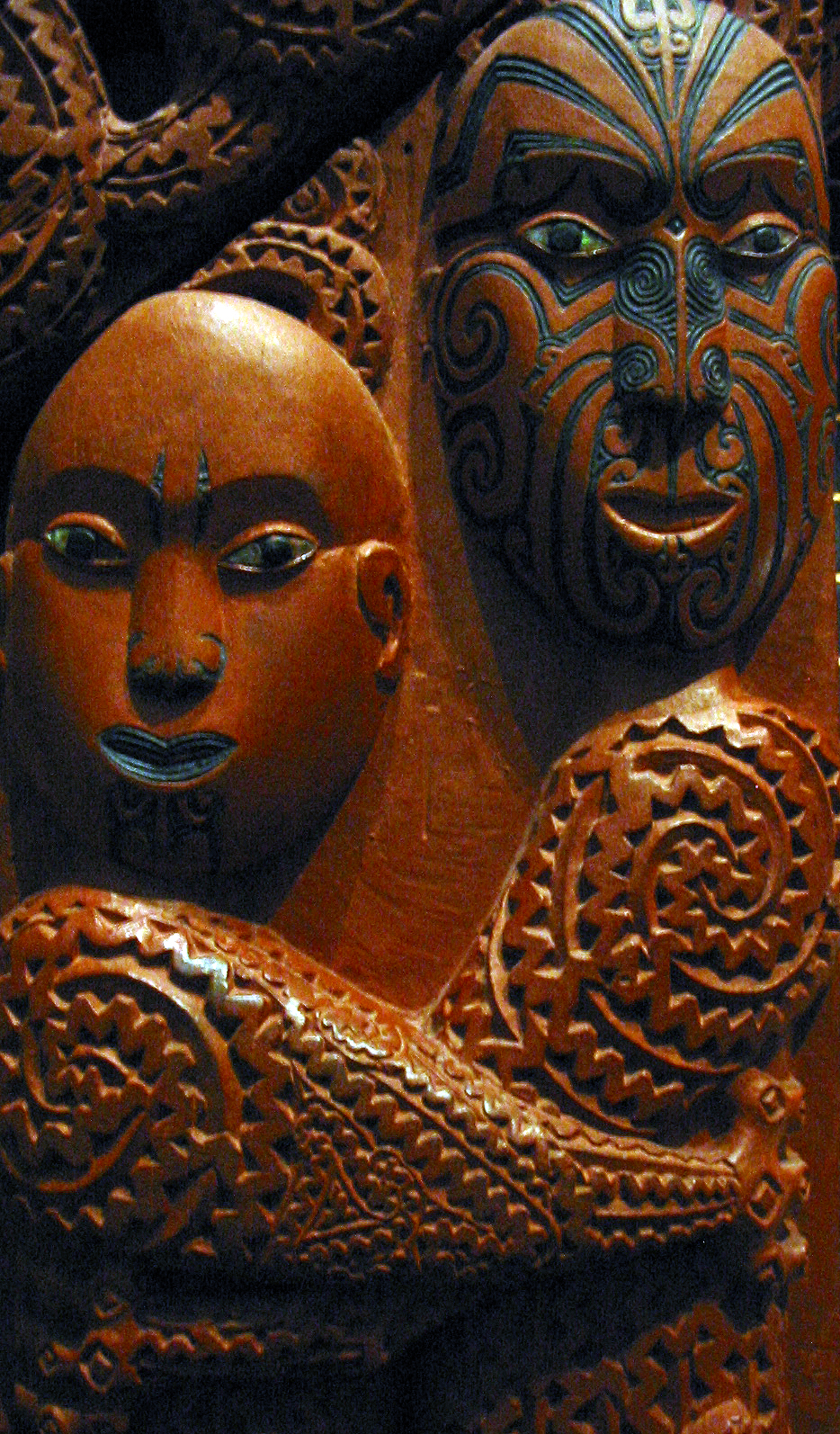
Rangi und Papa halten einander in inniger Umarmung

In der Mythologie bzw. Religion der Māori Neuseelands sind die Gottheiten Rangi und Papa das ursprüngliche Paar und erscheinen in der Schöpfungsgeschichte der Māori als die Begründer der Welt. Gebräuchlich sind zudem die Namen Ranginui und Papatūānuku.

## Vereinigung und Trennung
Rangi und Papa sind das ursprüngliche Paar, der Vater Himmel (Rangi) und die Mutter Erde (Papa), die in inniger Umarmung zusammenliegen. Sie haben viele Kinder, alle sind männlich, die gezwungen sind, in der beengten Dunkelheit zwischen den Eltern zu leben. Diese Söhne wachsen heran und sprechen miteinander, wie es wäre, im Licht zu leben.
Tūmatauenga, der grimmigste der Kinder, schlägt vor, die beste Lösung aus dieser misslichen Lage wäre, die Eltern zu töten.
Aber sein Bruder Tāne (oder Tāne-mahuta) ist nicht einverstanden und schlägt stattdessen vor, die Eltern auseinanderzuschieben, und Rangi wäre dann im Himmel, während Papa auf der Erde leben würde, um die Kinder weiter zu ernähren.
Letztlich setzen einige den Plan um: Rongo, der Gott der (angebauten) Nahrung, versucht, seine Eltern auseinanderzuschieben, dann schließen sich Tangaroa, der Meeresgott, und Haumia-tiketike, der Gott der (wilden) Nahrung, an. Trotz ihrer Bemühungen bleiben Rangi und Papa in innig-liebender Umarmung verbunden. Nach vielen vergeblichen Versuchen gelingt es schließlich Tāne, dem Gott der Wälder und Vögel; im Gegensatz zu seinen Brüdern benutzt er nicht die Hände, sondern legt sich auf den Boden und schiebt mit den Beinen. Unter entsetztem und überraschtem Aufschrei werden Ranginui und Papatuanuku getrennt.

## Krieg im Himmel und auf der Erde
Und so sehen die Kinder von Rangi und Papa zum ersten Mal Licht und haben den Raum, sich zu bewegen. Während die anderen Kinder der Trennung zustimmten, ist Tāwhirimātea, der Gott der Winde und Stürme, verärgert. Er kann das Wehklagen seiner Eltern nicht aushalten noch kann er die Tränen sehen, und so verspricht er seinen Brüdern, dass sie von nun an seinen Ärger würden aushalten müssen. Er fliegt gen Himmel, um sich seinem Vater Rangi anzuschließen, und pflegte seinen zahlreichen Nachwuchs, also die Winde, die in alle Himmelsrichtungen ausgesandt wurden. Um seine Brüder zu bekämpfen, bekam Tawhirimatea eine ganze Armee Kinder, wie zum Beispiel alle Arten von Winden und Wolken, die Windböe, Wirbelwinde, erdrückende dicke Wolken, Hurrikane und Gewitterwolken, Regen, Nebel und Dunst. Als diese Winde ihre Macht demonstrierten, stürzten viele Bäume von Tane, dem Gott der Wälder, um, und das Totholz war Nahrung für Insekten.
Dann attackierte Tāwhirimātea die Ozeane und riesige Wellen ließen den Meeresgott Tangaroa fliehen. Punga, ein Sohn Tangaroas, hatte zwei Kinder, Ikatere, den Vater der Fische, und Tū-te-wehiwehi (oder Tū-te-wanawana), den Vorfahr der Reptilien. Erschrocken vor der Wut Tāwhirimāteas suchten die Fische Schutz in den Meeren und die Reptilien in den Wäldern. Seither ist Tangaroa zornig auf den Waldgott Tāne, dass dieser seinen fortgelaufenen Kindern Unterschlupf geboten hat. Deshalb rüstet Tāne die Nachfahren von Tūmatauenga mit Kanus, Angeln und Netzen aus, um die Nachkommen Tangaroas zu fangen. Tangaroa wiederum rächt sich durch das Versenken von Kanus oder das Fortspülen von Häusern, Land und Bäumen durch Flutwellen.
Tāwhirimātea griff als Nächstes seine Brüder Rongo und Haumia-tiketike, die Götter der angebauten und der wilden Nahrung, an. Rongo und Haumia hatten große Angst vor Tāwhirimātea, aber als dieser einen Angriff versucht, werden beide von ihrer göttlichen Mutter Papa beschützt und versteckt.
Tāwhirimātea versucht sich dann an Tūmatauenga, dem grimmigsten aller Brüder, aber dieser hält stand. Tūmatauenga (oder nur Tū, die Menschheit) kann von Tāwhirimātea nicht besiegt werden, und so kehrt schließlich Ruhe und Frieden unter den Göttern ein.
Tū denkt über den feigen Akt seines Bruders Tāne, dem Waldgott, gegen ihre Eltern nach, und baut Fallen, um Vögel, die Kinder Tānes, zu fangen, die nicht mehr fliegen konnten. Dann knüpfte er Netze aus Pflanzenfasern, um Fische zu fangen, und so lagen die Kinder Tangaroas haufenweise gefangen am Ufer. Er baute Hacken, grub die Erde auf und fing seine Brüder Rongo und Haumia-tiketike (die Götter der Nahrung), die sich bei Mutter Erde vor Tāwhirimātea versteckt hatten. Er erkannte sie an ihren langen Haaren und steckte sie in Körbe, um sie zu essen.
So aß Tū-der-Mensch alle seine Brüder, um sie für ihre Feigheit zu bestrafen, nur seinen Bruder Tāwhirimātea konnte er nicht fassen, und so plagen Winde und Stürme die Menschheit bis heute.

## Die Sehnsucht
Tane suchte nach himmlischen Körpern wie beispielsweise Lichter, um seinen Vater angemessen zu kleiden. Er beschaffte Sterne und warf sie nach oben, zusammen mit dem Mond und der Sonne. Schließlich schaute Rangi schön aus.
Rangi und Papa betrauern ihre Trennung bis heute. Rangis Tränen fallen zur Erde, um ihr zu zeigen, wie sehr er sie liebt. Manchmal hebt sich Papa, die Erde, nach oben und bricht fast auseinander, um Rangi, den Himmel, zu erreichen, aber es gelingt nicht. Wenn der Dunst sich in den Wäldern hebt, ist dies ein Zeichen der Wärme von Papas Körper und ihrer Sehnsucht nach Rangi.

## Namensvarianten und Beiwörter
Rangi:
- Rangi (Tag, Himmel)
- Raki (Tag, Himmel) auf der Südinsel Neuseelands
- Ranginui (Großer Himmel): ein anderer Name für Rangi oder eine andere eng verbundene Gottheit
- Rangi-pōtiki (Rangi der letztgeborene): möglicherweise ein anderer Name für Rangi oder eine andere eng verbundene Gottheit

Papa:
- Papa (Erde)
- Papatuanuku (verstreute Erde)